# Uppingham
Uppingham è un paese di 3 781 abitanti della contea del Rutland, in Inghilterra.